# Le Chocolat Noir
Jasmin Mahmić, zvan "Jaso" (1977.), poznatiji pod umjetničkim imenom Le Chocolat Noir (LCN) je sisački producent, kompozitor i DJ elektroničke glazbe. 
Dio je dvojca Florence Foster Fan Club koji je potpisan za velike inozemne elektro etikete: brazilski Wawe Record i belgijski Romance Modern.

## Karijera
Osnivač je emisije na međunarodnom internetskom radiju Intergalactic FM pod nazivom Disco Panonia. To je ujedno i njegov mikro label. Disco Panonia ima korijene u njegovom projektu Electro City u Sisku, te nastavku Soba 23 u Zagrebu što je kulminiralo 2009. sadašnjim oblikom Disco Panonie u formatu emisije na Radiju SC, nakon čega se nastavila na spomenutom Intergalactic FM.
U svijet elektro glazbe ušao je iz darkerske scene, koja je u 80-im bila jaka u Sisku.

## Diskografija
- Aiming for utopia (2014., vlastito izdanje/Disco Panonia)
- Dans le salon des refusés (2016., InClub Records)
- Madhouse (2016., 716lavie)
- Impureté (2020., vlastito izdanje/Disco Panonia)

### EP
- Who we are (2007., Home Made Electronica)
- Irreversible (2011., Romance Moderne)
- Bitter sweet (2011., Home Made Electronica)
- Way out (2012., vlastito izdanje/Disco Panonia)
- (Dans) Les ombres (2013., vlastito izdanje/Disco Panonia)
- Losing it (2013., Adriatiko Recordings)
- neimenovan (2016., Return To Disorder), Moscow Death Disco / Le Chocolat Noir
- Transform (2016., Frigio Records)
- Models unrepresentative (2016., Charlois)
- Autonomie (2017., Gooiland Elektro, Enfant Terrible)
- Crna ruža (2019., She Lost Kontrol)

### Singlovi
- Iron flute (2017., Return To Disorder), Zarkoff, HPX & LCN na EP-u Zarkoff & Co - Iron flute